# Кеула, Джампаоло
Джампа́оло Кеу́ла (итал. Giampaolo Cheula; род. 23 мая 1979, Премозелло-Кьовенда, Пьемонт) — итальянский шоссейный велогонщик, выступавший на профессиональном уровне в период 2001—2011 годов. Победитель Велогонки Мира, участник многих крупных соревнований на шоссе, в том числе супервеломногодневок «Джиро д’Италия», «Тур де Франс» и «Вуэльта Испании».

## Биография
Джампаоло Кеула родился 23 мая 1979 года в коммуне Премозелло-Кьовенда провинции Вербано-Кузио-Оссола, Италия.
Заниматься шоссейным велоспортом начал в возрасте шести лет по примеру своего старшего брата Рафаэля, который на тот момент уже успешно выступал среди любителей. Впервые заявил о себе как велогонщик в 1995 году, выиграв юниорскую гонку Prix des Vins Henri Valloton.
В 2000 году успешно выступил на «Флеш дю Сюд», где выиграл один из этапов и одержал победу в генеральной классификации. Кроме того, финишировал третьим на «Трофео Альчиде Дегаспери».
Дебютировал на профессиональном уровне в сезоне 2001 года, подписав контракт с итальянской командой Mapei-Quick Step.
В 2001 году победил в общем зачёте Circuit de Lorraine, где также стал победителем одного из этапов, выиграл отдельный этап «Тура Баварии», закрыл десятку сильнейших на «Тур дю Лак Леман».
В 2003 году перешёл в другую итальянскую команду Vini Caldirola-Saunier Duval, в её составе впервые стартовал на супервеломногодневках «Джиро д’Италия» и «Вуэльта Испании» — занял в генеральных классификациях 62 и 107 места соответственно.
В 2004 году был третьим на «Джиро д’Оро», шестым на «Трофео Маттеотти», седьмым на «Туре Баварии», где также победил в горной классификации.
Начиная с 2005 года представлял команду Barloworld. В дебютном сезоне в новом коллективе стал вторым на «Туре Берна» и третьим на «Вуэльте Астурии».
В 2006 году одержал победу в генеральной классификации «Велогонки Мира», проводившейся в этом сезоне в последний раз. Помимо этого, финишировал четвёртым на «Гран Премио де Льодио» и «Гран-при Индустрия и Артиджанато ди Ларчано», шестым на «Трофео Лайгуэлья».
В 2007 году показал пятый результат на «Субида аль Наранко», впервые выступил на «Тур де Франс» — занял в генеральной классификации 111 место.
В 2008 году победил на «Гран Премио Нобили Рубинеттери», стал девятым на «Туре Дренте», занял 88 место на «Тур де Франс».
В 2009 году финишировал восьмым на «Тре Валли Варезине», занял 101 место на «Джиро д’Италия».
В 2010 году перешёл в команду Footon-Servetto-Fuji, в составе которой показал третий результат на «Гран-при Лугано», четвёртый результат на «Туре Турции», восьмой результат на «Вуэльте Мадрида». На «Джиро д’Италия» в этот раз сошёл с дистанции в ходе пятнадцатого этапа, тогда как на «Вуэльте Испании» занял 86 место.
Последний раз показывал сколько-нибудь значимые результаты в шоссейном велоспорте в сезоне 2011 года, когда в составе Geox-TMC занял шестое место в генеральной классификации «Тур Элк-Грова» и 97 место в генеральной классификации «Джиро д’Италия».
Покинув шоссейный велоспорт, в 2012 году попробовал себя в маунтинбайке, присоединился к команде KTM–Stihl Torrevilla.
В январе 2013 года Джампаоло Кеула объявил о завершении карьеры профессионального спортсмена.
В период 2014—2016 годов занимал должность спортивного директора в итальянской проконтинентальной команде Androni Giocattoli-Sidermec.